# Пфронтен
Пфронтен (нім. Pfronten) — громада в Німеччині, знаходиться в землі Баварія. Підпорядковується адміністративному округу Швабія. Входить до складу району Остальгой.
Площа — 62,22 км2. Населення становить 8358 ос. (станом на 31 грудня 2020).